# Fortecia Kamieniec Podolski
Fortecia Kamieniec Podolski (ukr. Футбольний клуб «Фортеця» Кам'янець-Подільський, Futbolnyj Kłub "Fortecia" Kamjaneć Podilśkyj) – ukraiński klub piłkarski z siedzibą w Kamieńcu Podolskim, w obwodzie chmielnickim.

## Historia
Chronologia nazw:
- 1960–1970: Podilla DST Awanhard Kamieniec Podolski (ukr. «Поділля» ДСТ «Авангард» Кам'янець-Подільський)
- 1971–1972: Ełektron Kamieniec Podolski (ukr. «Електрон» (Кам'янець-Подільський))
- 1972–1979: Ełektropryład Kamieniec Podolski (ukr. «Електроприлад» (Кам'янець-Подільський))
- 1979–1989: Podilla Kamieniec Podolski (ukr. «Поділля» (Кам'янець-Подільський))
- 1989–1992: Smotrycz Kamieniec Podolski (ukr. «Смотрич» (Кам'янець-Подільський))
- z 2016: Fortecia Kamieniec Podolski (ukr. «Фортеця» (Кам'янець-Подільський))

Drużyna piłkarska Podilla została założona w mieście Kamieniec Podolski w 1960 roku i reprezentowała Dobrowolne Sportowe Towarzystwo Awanhard. Jako drużyna amatorska występowała w rozgrywkach mistrzostw i Pucharu obwodu chmielnickiego i do 1967 roku ciągłe zdobywała mistrzostwo obwodu.
Za takie zasługi w 1968 klub otrzymał możliwość gry w Klasie B, 1 strefie ukraińskiej Mistrzostw ZSRR, w której zajął 20. miejsce (z 22 drużyn). W następnym sezonie zajął już 12. miejsce i występował do 1970. W 1971 po reorganizacji system lig ZSRR klub został pozbawiony gry na szczeblu profesjonalnym. Większość graczy Podilla została przekazana do zespołu zakładu "Electropryład". Od 1971 do 1979 Elektron wywalczył tytuł mistrza obwodu.
Potem przywróciła nazwę Podilla i jako drużyna amatorska występowała w rozgrywkach mistrzostw i Pucharu obwodu chmielnickiego, dopóki nie została rozwiązana.
W 2016 klub został reaktywowany jako Fortecia i startował w rozgrywkach o mistrzostwo i puchar obwodu chmielnickiego.

## Sukcesy

### ZSRR
- Klasa B, 1 strefa ukraińska

12. miejsce: 1969

## Inne
- Impuls Kamieniec Podolski
- Ratusza Kamieniec Podolski
- Burewisnyk Kamieniec Podolski
- Cementnyk Kamieniec Podolski
- Dynamo Kamieniec Podolski
- Adwis Chmielnicki
- Podilla Chmielnicki
- Temp Szepietówka